# Wang I
Wang I (čínsky pchin-jinem Wáng Yì, znaky 王毅; * 19. října 1953) je čínský politik a diplomat, od ledna 2023 ředitel kanceláře Komise pro zahraniční věci Ústředního výboru Komunistické strany Číny a od července 2023 ministr zahraničních věcí Čínské lidové republiky v Li Čchiangově vládě. Na postu ministra zahraničních věcí působil již předtím byl v letech 2013–2022 v první a ve druhé Li Kche-čchiangově vládě, přičemž v letech 2018–2023 byl zároveň státní poradce. Dříve také zastával post ředitele Kanceláře Státní rady pro záležitosti Tchaj-wanu a v letech 2004–2007 byl velvyslancem Čínské lidové republiky v Japonsku.
V současnosti je členem 20. ústředního výboru a (20.) politbyra ústředního výboru Komunistické strany Číny, předtím byl členem 17., 18. a 19. ústředního výboru.

## Osobní život
Wang I se narodil roku 1953 v Pekingu. V době Kulturní revoluce byl jako příslušník tzv. „vzdělané mládeže“ nuceně vyslán do Vnitřního Mongolska, kde osm let pracoval na farmě. Po skončení Kulturní revoluce byl přijat na Pekingskou univerzitu mezinárodních studií, kde studoval japonský jazyk. V letech 1997–1998 studoval na Georgetownské univerzitě ve Washingtonu. Hovoří plynně japonsky a anglicky.

### Rodina
Wangův tchán, Čchien Ťia-tung, byl velvyslanec Číny při OSN v Ženevě a jeden z vrcholných pobočníků někdejšího čínského premiéra Čou En-laje.

## Kariéra

### Raná kariéra
Roku 1982 začal pracovat na ministerstvu zahraničních věcí. V letech 1989–1994 působil jako velvyslanecký rada a poté rada – vyslanec na čínské ambasádě v Japonsku. Roku 1994 se vrátil na ministerstvo jako zástupce vedoucího odboru asijských záležitostí, následně v letech 1995–1998 byl šéfem odboru. V letech 1998–2001 byl asistent ministra zahraničních věcí a ředitel Kanceláře pro politický výzkum na Ministerstvu zahraničních věcí. Roku 2001 se stal náměstkem ministra zahraničních věci a poté byl v letech 2004–2007 velvyslancem Číny v Japonsku. V letech 2008–2013 byl ředitel Kanceláře Státní rady pro záležitosti Tchaj-wanu.

### Ministr zahraničních věcí (2013–2022)
Dne 16. března 2013 obsadil ve vládě premiéra Li Kche-čchianga post ministra zahraničních věcí, v kteréžto funkci nahradil Jang Ťie-čch’a. Wang I se v rámci ministerstva údajně těšil určité popularitě a byl popisován jako „skutečný politik“, zatímco jeho předchůdce byl „pouhý byrokrat“. Čínská státní média ho přezdívají „stříbrná liška“. 19. března 2018 byl znovuzvolen ministrem zahraničích věcí, přičemž ve druhé Li Kche-čchiangově vládě zastával také post státního poradce, hierarchicky nadřazeného pouhým ministrům. Ve funkci setrval do 30. prosince 2022, kdy jej nahradil Čchin Kang.

#### Česko
V roce 2020 prohlásil na adresu Miloše Vystrčila, který byl jako předseda českého senátu na návštěvě v Čínské republice (Tchaj-wanu), že za porušení principu jedné Číny „zaplatí vysokou cenu“, neboť „překročil červenou čáru“.

#### Myanmar
V červenci 2022 podnikl diplomatickou návštěvu Myanmaru, přičemž se stal nejvýše postaveným čínským politikem, který zemi navštívil od vojenského převratu v únoru 2021. Prohlásil, že „Čína oceňuje myanmarskou přátelskou politiku vůči Číně“ a se svým myanmarským protějškem, ministrem zahraničních věcí Wunna Maung Lwinem, dohodl urychlení realizace zpožděných projektů, jako je čínsko-myanmarský ekonomický koridor, součást čínské Nové hedvábné stezky, výstavbu přeshraniční elektrické sítě a zajištění chodu ropovodů a plynovodů mezi Myanmarem a Čínou. Zprovoznění koridoru by mohlo snížit vysokou závislost Číny na dodávkách ropy a plynu přes Malacký průliv a potenciálně tak přispět k čínské energetické bezpečnosti.

### Ředitel kanceláře Ústřední komise pro zahraniční věci
1. ledna 2023 byl jmenován ředitelem Kanceláře Komise pro zahraniční věci Ústředního výboru KS Číny, vrcholného zahraničněpolitického orgánu Komunistické strany Číny, a stal se tak de facto nejvýše postaveným čínských diplomatem. Ve funkci mu předcházel Jang Ťie-čch’, jehož v roce 2013 obdobně vystřídal na postu ministra zahraničních věcí.

### Ministr zahraničních věcí (od 2023)
25. července 2023 byl stálým výborem Všečínského shromáždění lidových zástupců opět jmenován ministrem zahraničních věcí Čínské lidové republiky. Dosavadní ministr, Čchin Kang, který Wanga původně 30. prosince 2022 na postu nahradil, byl z funkce zároveň odvolán.